# Yūko Nagashima
Yūko Nagashima (永島 由子 Nagashima Yūko) es una seiyū japonesa nacida el 3 de julio de 1970 en la Prefectura de Osaka. Ha interpretado a Caldina en Magic Knight Rayearth y a Tina Armstrong en los videojuegos Dead or Alive, entre otros roles. Está afiliada a Aoni Production.

## Roles interpretados

### Series de Anime
- ～Ayakashi～japanese classic horror como Osode Yotsuya
- AIR como la madre de Yukito
- Appleseed XIII como Eumenides
- Area no Kishi como la madre de Nana
- Ayashi no Ceres como Gladys Smithson
- Azumanga Daioh como Mitchy
- Battle Programmer Shirase como Motoki Sae
- Beck: Mongolian Chop Squad como Momoko "Momo" Ogasawara
- Chuuka Ichiban! como Marin
- D•N•Angel como Menou Kurashina
- Denpa Onna to Seishun Otoko como Komaki
- Detective Conan como Shino y Yukari Hachisuga
- Eden's Bowy como Fennis y Yorn (joven)
- El Universo de Tenchi como Yura
- GeGeGe no Kitarō (2018) como Futakuchi-Onna
- Hello Kitty's Animation Theater como Kijinosuke (Momotarou)
- Kaikan Phrase como Shizuka
- Kaitou Saint Tail como Rina Takamiya
- Kashimashi ~Girl Meets Girl~ como Kahoru Osaragi
- Magic Knight Rayearth como Caldina
- Marmalade Boy como Chigusa y la profesora de piano de Kei Tsuchiya
- Martian Successor Nadesico como Erina Kinjō Won
- Mobile Suit Gundam SEED como Romeena Amalfi
- Naruto como Tsubaki
- One Piece como Arabelle
- Peacemaker Kurogane como Ayumu Yamazaki
- Petopeto-san como Chikako Ōhashi
- Rizelmine como Natsumi Ihata/Natsumi Ibata
- S-cry-ed como Mimori Kiryuu
- Sailor Moon como Manemaneko/Mane Mane
- Shinzo como Yousei
- Slam Dunk como Yayoi Aida
- Taiho Shichauzo como Reiko Sakai
- Tenchi Muyō! GXP como Minaho Masaki, Naoko y Vega
- YAT Anshin! Uchū Ryokō como Nanako

### OVAs
- 3×3 Eyes Seima Densetsu como Hong Nyang y Ran Pao Pao
- Agent Aika como la Líder Blanca
- Akane Maniax como Kei Ayamine
- Kashimashi ~Girl Meets Girl~ como Kahoru Osaragi
- Fushigi no Kuni no Miyuki-chan como Bunny y Cho Li
- Natsuki Crisis como Takaoka Rina
- Saint Seiya Hades Meikai-Hen como Eurydice/Eurídice
- Taiho Shichauzo como Reiko Sakai
- Tenchi Muyo! Ryo Ohki Dai-4-Ki como Minaho Masaki
- Variable Geo como Elena Goldsmith
- Voltage Fighter Gowcaizer como Suzu Asahina

### Películas
- AIR como la madre de Yukito
- Marmalade Boy como Gastman Alpha
- Martian Successor Nadesico: The Prince of Darkness como Erina Kinjō Won
- Sailor Moon S The movie como una de las Bailarinas de la Nieve

### Videojuegos
- Dead or Alive: Dimensions como Tina Armstrong
- Dead or Alive 2: Hardcore como Tina Armstrong
- Dead or Alive 3 como Tina Armstrong
- Dead or Alive 4 como Tina Armstrong
- Dead or Alive 5 como Tina Armstrong
- Dead or Alive Paradise como Tina Armstrong
- Dead or Alive Xtreme 2 como Tina Armstrong
- Dead or Alive Xtreme Beach Volleyball como Tina Armstrong
- Metal Gear Solid: Portable Ops como Teliko
- Mitsumete Knight como Menesys y Purrim Rosebank
- Muv-Luv como Kei Ayamine
- Muv-Luv Alternative como Kei Ayamine
- SSX Tricky como Kaori Nishidake
- Star Ocean: The Second Story como Opera Vectra
- Tales of the World: Radiant Mythology como Aurora
- Uncharted: El Tesoro de Drake como Elena Fisher
- Uncharted 2: El reino de los ladrones como Elena Fisher
- Uncharted 3: La traición de Drake como Elena Fisher

### Doblaje
- Sex and the City como Carrie Bradshaw

## Trabajos en Animación
Participó en la producción del capítulo 40 de la serie Turn A Gundam.